# Ribemont-sur-Ancre
Ribemont-sur-Ancre és un municipi francès situat al departament del Somme i a la regió dels Alts de França. L'any 2007 tenia 666 habitants.

## Demografia

### Població

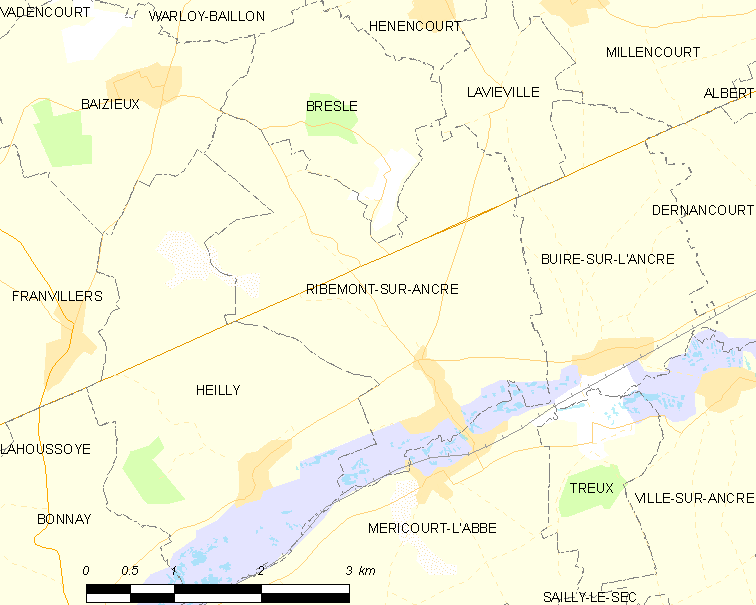
mapa del municipi

El 2007 la població de fet de Ribemont-sur-Ancre era de 666 persones. Hi havia 233 famílies de les quals 37 eren unipersonals (8 homes vivint sols i 29 dones vivint soles), 79 parelles sense fills, 92 parelles amb fills i 25 famílies monoparentals amb fills.
La població ha evolucionat segons el següent gràfic:
Habitants censats

### Habitatges
El 2007 hi havia 258 habitatges, 241 eren l'habitatge principal de la família, 8 eren segones residències i 8 estaven desocupats. 240 eren cases i 12 eren apartaments. Dels 241 habitatges principals, 186 estaven ocupats pels seus propietaris, 48 estaven llogats i ocupats pels llogaters i 7 estaven cedits a títol gratuït; 2 tenien una cambra, 4 en tenien dues, 49 en tenien tres, 65 en tenien quatre i 122 en tenien cinc o més. 172 habitatges disposaven pel capbaix d'una plaça de pàrquing. A 109 habitatges hi havia un automòbil i a 100 n'hi havia dos o més.

### Piràmide de població
La piràmide de població per edats i sexe el 2009 era:
| Homes | Edats   | Dones |
| ----- | ------- | ----- |
| 0     | 95 o +  | 0     |
| 0     | 90 a 94 | 0     |
| 8     | 85 a 89 | 0     |
| 0     | 80 a 84 | 0     |
| 4     | 75 a 79 | 4     |
| 24    | 70 a 74 | 12    |
| 16    | 65 a 69 | 24    |
| 16    | 60 a 64 | 24    |
| 8     | 55 a 59 | 8     |
| 32    | 50 a 54 | 28    |
| 24    | 45 a 49 | 12    |
| 20    | 40 a 44 | 20    |
| 12    | 35 a 39 | 28    |
| 16    | 30 a 34 | 16    |
| 24    | 25 a 29 | 16    |
| 16    | 20 a 24 | 16    |
| 44    | 15 a 19 | 60    |
| 20    | 10 a 14 | 12    |
| 16    | 5 a 9   | 16    |
| 0     | 0 a 4   | 20    |

## Economia

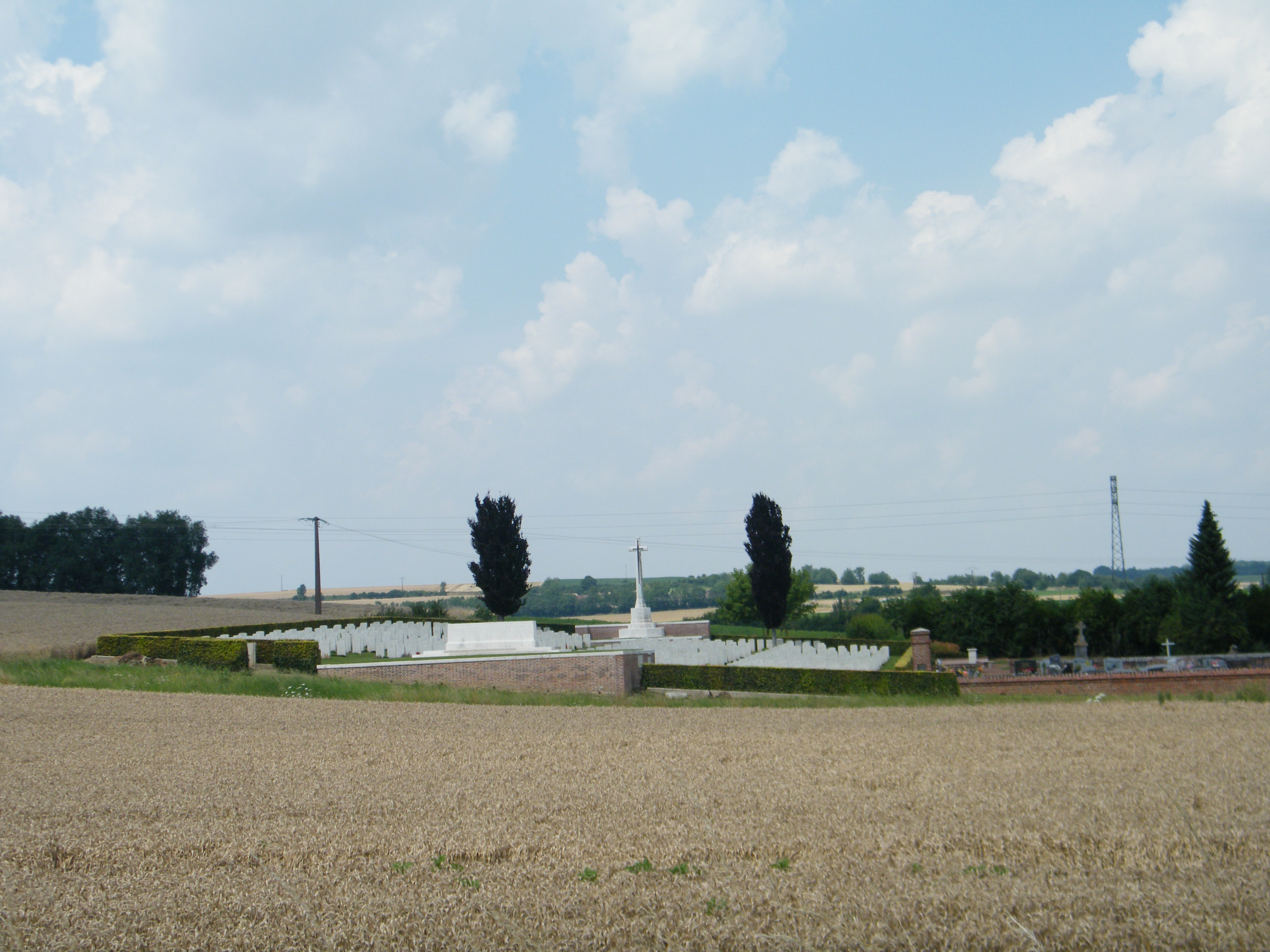
Ribemont

El 2007 la població en edat de treballar era de 430 persones, 291 eren actives i 139 eren inactives. De les 291 persones actives 266 estaven ocupades (147 homes i 119 dones) i 26 estaven aturades (10 homes i 16 dones). De les 139 persones inactives 46 estaven jubilades, 54 estaven estudiant i 39 estaven classificades com a «altres inactius».

### Ingressos
El 2009 a Ribemont-sur-Ancre hi havia 234 unitats fiscals que integraven 584,5 persones, la mediana anual d'ingressos fiscals per persona era de 18.021 €.

### Activitats econòmiques
Dels 14 establiments que hi havia el 2007, 1 era d'una empresa de fabricació d'altres productes industrials, 2 d'empreses de construcció, 5 d'empreses de comerç i reparació d'automòbils, 1 d'una empresa de transport, 2 d'empreses d'hostatgeria i restauració i 3 d'entitats de l'administració pública.
Dels 4 establiments de servei als particulars que hi havia el 2009, 1 era una oficina de correu, 1 paleta, 1 lampisteria i 1 electricista.
L'any 2000 a Ribemont-sur-Ancre hi havia 5 explotacions agrícoles que ocupaven un total de 745 hectàrees.

## Equipaments sanitaris i escolars
L'únic equipament sanitari que hi havia el 2009 era una farmàcia.
El 2009 hi havia una escola maternal integrada dins d'un grup escolar amb les comunes properes formant una escola dispersa.

## Poblacions més properes
El següent diagrama mostra les poblacions més properes.